# Våldsamma nätter
Våldsamma nätter (franska: Les nuits fauves) är en fransk-italiensk dramafilm från 1992 i regi av Cyril Collard.

## Utmärkelser
Filmen vann Césarpriset för bästa film 1993.

## Roller (urval)
- Cyril Collard – Jean
- Romane Bohringer – Laura
- Claude Winter – Jeans mor
- René-Marc Bini – Marc
- Maria Schneider – Noria
- Clémentine Célarié – Marianne
- Laura Favali – Karine
- Denis D'Arcangelo – sångaren
- Jean-Christophe Bouvet – Serge
- Jean-Jacques Jauffret – Pierre Olivier
- Marine Delterme – Sylvie
- Olivier Pajot – Lempereur